# Xylena albida
Xylena albida är en fjärilsart som beskrevs av Arnold Spuler 1907. Xylena albida ingår i släktet Xylena och familjen nattflyn. Inga underarter finns listade i Catalogue of Life.